# 12414 Буре
12414 Буре (12414 Bure) — астероїд головного поясу, відкритий 26 вересня 1995 року.
Тіссеранів параметр щодо Юпітера — 3,484.